# Karangasem (Kutorejo)
Karangasem is een bestuurslaag in het regentschap Mojokerto van de provincie Oost-Java, Indonesië. Karangasem telt 1972 inwoners (volkstelling 2010).